# 马里桥站

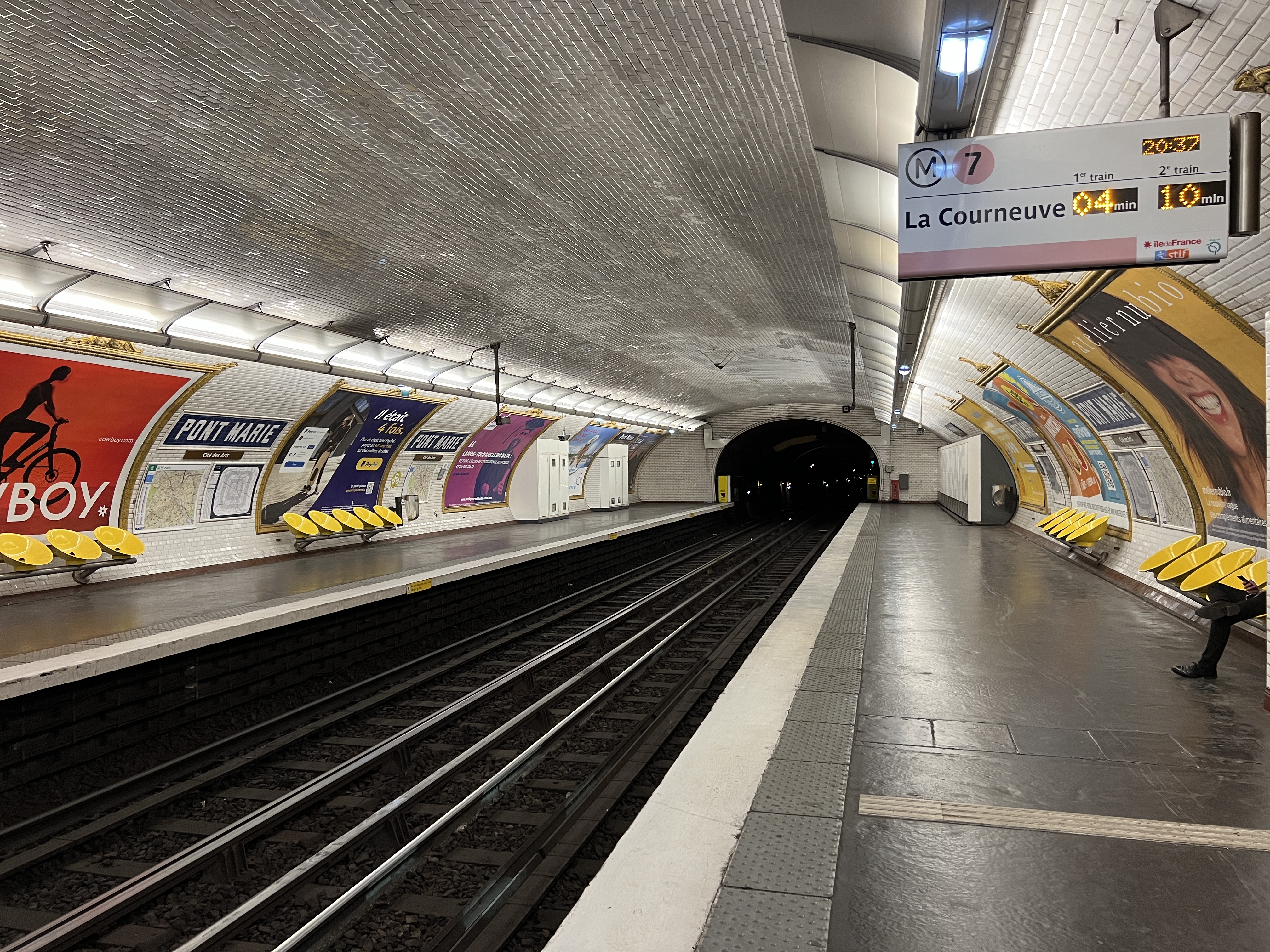
月台（2022年6月）

马里桥站（法語：Pont Marie）是巴黎地鐵的一個車站。马里橋站開業於1926年，是巴黎地鐵7號線的一個車站。車站名稱來自塞納河上的马里桥，以紀念造橋工程師克里斯托夫·马里。聖路易島、駐韓聯合國軍法國營廣場（紀念碑）等景點位於马里橋站的附近。

## 車站結構
| 街道      |                    |                                                  |
| B1        | 連接層             |                                                  |
| 7號線月台 | 側式月台，右側開門 | 側式月台，右側開門                               |
| 7號線月台 | 南行               | 往猶太城-路易·阿拉貢/伊夫里市政厅（叙利-莫尔朗） |
| 7號線月台 | 北行               | 往拉库尔讷沃-1945年5月8日（沙特莱）              |
| 7號線月台 | 側式月台，右側開門 |                                                  |